# АО-36
АО-36 — опытный двухствольный автомат под опытный патрон 5,6 мм, разработанный С. Г. Симоновым и П. А. Ткачёвым. Двухствольная конструкция была предназначена для повышения вероятности попадания при стрельбе из положения стоя.

## История
Автомат АО-36 создавали для улучшения кучности стрельбы при автоматической стрельбе из неустойчивых положений. Двухствольная конструкция оружия позволяла повысить вероятность попадания при стрельбе из положения стоя.

## Описание
АО-36 представлял собой двухствольную винтовку с газовым приводом, предназначенную для стрельбы экспериментальным патроном калибра 5,6 мм. Оружие стреляло из обоих стволов одновременно. Стрельба имела два режима: автоматический и двойной огонь. Одиночного выстрела не было, так как в конструкции был всего один затвор на оба патронника. Боепитание происходило за счёт специального секторного магазина, разделённого на две части по 15 патронов. К каждому стволу шли свои патроны. Автоматика основана на принципе отвода пороховых газов, но только из одного ствола. Затвор один, а запирание происходит за счёт перекоса. Масса оружия была относительно небольшой — 3,1 кг без снаряжённого магазина. Однако АО-36 оказался тяжёлым, его трудно было использовать в полевых условиях, и он был намного дороже в производстве, чем АКМ. Был изготовлен только один опытный образец.

## Особенности
- Конструкция: двухствольная, с расположенными парно стволами с едиными прицельными приспособлениями. Такое решение позволило резко повысить кучность огня.
- Режимы стрельбы: автоматический и двойной огонь, одиночного выстрела нет, так как в конструкции был всего один затвор на оба патронника.
- Боепитание: специальный секторный магазин, разделённый на две части по 15 патронов, к каждому стволу шли свои патроны.
- Автоматика: основана на принципе отвода пороховых газов, но только из одного ствола.
- Масса: относительно небольшая — 3,1 кг без снаряжённого магазина.

## Комментарии
1. ↑  Не следует путать с охотничьим патроном 5,6 × 39 мм